# Горлачивка
Горлачивка — хутор в Динском районе Краснодарского края.
Входит в состав Старомышастовского сельского поселения.

## Население
| 2002 | 2010 |
| ---- | ---- |
| 65   | ↘45  |